# Nobody’s fault
Nobody’s fault – pierwszy singel japońskiego zespołu Sakurazaka46, wydany po zmianie nazwy grupy z Keyakizaka46. Ukazał się w Japonii 9 grudnia 2020 roku przez Sony Records.
Singel został wydany w pięciu edycjach: regularnej (CD) i czterech CD+Blu-ray (Type-A, Type-B, Type-C, Type-D). Osiągnął 1 pozycję w rankingu Oricon i pozostał na liście przez 66 tygodni. Zdobył status podwójnej platynowej płyty.

## Lista utworów
Wszystkie utwory zostały napisane przez Yasushiego Akimoto.

### Type-A
| CD | CD                                                                                           | CD                  | CD                   | CD      |
| Nr | Tytuł utworu                                                                                 | Kompozycja          | Aranżacja            | Długość |
| -- | -------------------------------------------------------------------------------------------- | ------------------- | -------------------- | ------- |
| 1. | „Nobody’s fault”                                                                             | Derek Turner        | Yūichi "Masa” Nonaka | 4:29    |
| 2. | „Naze koi o shite konakattan darō?” (jap. なぜ 恋をして来なかったんだろう?)                  | SoichiroK, Nozomu.S | Soulife              | 3:29    |
| 3. | „Hanshinhangi” (jap. 半信半疑)                                                               | Haruyuki            | Haruyuki, hruk.      | 4:52    |
| 4. | „Nobody’s fault” (off vocal ver.)                                                            | Derek Turner        | Yūichi "Masa” Nonaka | 4:29    |
| 5. | „Naze koi o shite konakattan darō?” (jap. なぜ 恋をして来なかったんだろう?) (off vocal ver.) | SoichiroK, Nozomu.S | Soulife              | 3:29    |
| 6. | „Hanshinhangi” (jap. 半信半疑) (off vocal ver.)                                              | Haruyuki            | Haruyuki, hruk.      | 4:52    |

| Blu-ray | Blu-ray | Blu-ray |
| Nr      | Tytuł utworu | Długość |
| ------- | --- | ------- |
| 1.      | „Nobody’s fault” (Music Video)                                                                                          | 4:24    |
| 2.      | „Overture” (KEYAKIZAKA46 Live Online, but with YOU! ~Zenpen~)                                                           | 1:29    |
| 3.      | „Taiyō wa miageru hito o erabanai” (jap. 太陽は見上げる人を選ばない) (KEYAKIZAKA46 Live Online, but with YOU! ~Zenpen~) | 4:36    |
| 4.      | „Eccentric” (jap. エキセントリック) (KEYAKIZAKA46 Live Online, but with YOU! ~Zenpen~)                                  | 4:29    |
| 5.      | „Tōkyō Tower wa doko kara mieru?” (jap. 東京タワーはどこから見える?) (KEYAKIZAKA46 Live Online, but with YOU! ~Zenpen~) | 4:12    |
| 6.      | „Student Dance” (KEYAKIZAKA46 Live Online, but with YOU! ~Zenpen~)                                                      | 4:15    |
| 7.      | „Nobody” (KEYAKIZAKA46 Live Online, but with YOU! ~Zenpen~)                                                             | 3:43    |
| 8.      | „Ambivalent” (jap. アンビバレント) (KEYAKIZAKA46 Live Online, but with YOU! ~Zenpen~)                                   | 4:30    |

### Type-B
| CD | CD                                                                                           | CD                  | CD                   | CD      |
| Nr | Tytuł utworu                                                                                 | Kompozycja          | Aranżacja            | Długość |
| -- | -------------------------------------------------------------------------------------------- | ------------------- | -------------------- | ------- |
| 1. | „Nobody’s fault”                                                                             | Derek Turner        | Yūichi "Masa” Nonaka | 4:29    |
| 2. | „Naze koi o shite konakattan darō?” (jap. なぜ 恋をして来なかったんだろう?)                  | SoichiroK, Nozomu.S | Soulife              | 3:29    |
| 3. | „Plastic regret”                                                                             | Ryūta Sakamoto      | Ryūta Sakamoto       | 3:41    |
| 4. | „Nobody’s fault” (off vocal ver.)                                                            | Derek Turner        | Yūichi "Masa” Nonaka | 4:29    |
| 5. | „Naze koi o shite konakattan darō?” (jap. なぜ 恋をして来なかったんだろう?) (off vocal ver.) | SoichiroK, Nozomu.S | Soulife              | 3:29    |
| 6. | „Plastic regret” (off vocal ver.)                                                            | Ryūta Sakamoto      | Ryūta Sakamoto       | 3:41    |

| Blu-ray | Blu-ray | Blu-ray |
| Nr      | Tytuł utworu | Długość |
| ------- | --- | ------- |
| 1.      | „Nobody’s fault” (Music Video)                                                                                       | 4:24    |
| 2.      | „Otona wa shinjite kurenai” (jap. 大人は信じてくれない) (KEYAKIZAKA46 Live Online, but with YOU! ~Kōhen~)            | 3:31    |
| 3.      | „Hiraishin” (jap. 避雷針) (KEYAKIZAKA46 Live Online, but with YOU! ~Kōhen~)                                          | 4:00    |
| 4.      | „Kaze ni fukarete mo” (jap. 風に吹かれても) (KEYAKIZAKA46 Live Online, but with YOU! ~Kōhen~)                        | 3:37    |
| 5.      | „Glass o ware!” (jap. ガラスを割れ!) (KEYAKIZAKA46 Live Online, but with YOU! ~Kōhen~)                               | 3:42    |
| 6.      | „Dare ga sono kane o narasu no ka?” (jap. 誰がその鐘を鳴らすのか?) (KEYAKIZAKA46 Live Online, but with YOU! ~Kōhen~) | 4:58    |

### Type-C
| CD | CD                                                                                           | CD                  | CD                   | CD      |
| Nr | Tytuł utworu                                                                                 | Kompozycja          | Aranżacja            | Długość |
| -- | -------------------------------------------------------------------------------------------- | ------------------- | -------------------- | ------- |
| 1. | „Nobody’s fault”                                                                             | Derek Turner        | Yūichi "Masa” Nonaka | 4:29    |
| 2. | „Naze koi o shite konakattan darō?” (jap. なぜ 恋をして来なかったんだろう?)                  | SoichiroK, Nozomu.S | Soulife              | 3:29    |
| 3. | „Saishū no chikatetsu ni notte” (jap. 最終の地下鉄に乗って)                                  | aokado              | aokado               | 4:45    |
| 4. | „Nobody’s fault” (off vocal ver.)                                                            | Derek Turner        | Yūichi "Masa” Nonaka | 4:29    |
| 5. | „Naze koi o shite konakattan darō?” (jap. なぜ 恋をして来なかったんだろう?) (off vocal ver.) | SoichiroK, Nozomu.S | Soulife              | 3:29    |
| 6. | „Saishū no chikatetsu ni notte” (jap. 最終の地下鉄に乗って) (off vocal ver.)                 | aokado              | aokado               | 4:45    |

| Blu-ray | Blu-ray                                                                                    | Blu-ray |
| Nr      | Tytuł utworu                                                                               | Długość |
| ------- | ------------------------------------------------------------------------------------------ | ------- |
| 1.      | „Nobody’s fault” (Music Video)                                                             | 4:24    |
| 2.      | „Naze koi o shite konakattan darō?” (jap. なぜ 恋をして来なかったんだろう?) (Music Video)  | 3:24    |
| 3.      | „Inoue Rina: Koishite ❤ Rina Wave” (jap. 井上梨名：恋して❤りなウェーブ)                    | 3:37    |
| 4.      | „Takemoto Yui: Biwako ga unda Powerful Girl” (jap. 武元唯衣：琵琶湖が生んだパワフルガール) | 3:51    |
| 5.      | „Fujiyoshi Karin: Fujiyoshi-san o warawasetai” (jap. 藤吉夏鈴：藤吉さんを笑わせたい)       | 8:49    |
| 6.      | „Matsudaira Riko: Ano ko no shisen” (jap. 松平璃子：あの子の視線)                          | 6:58    |
| 7.      | „Yamasaki Ten: Sōten” (jap. 山﨑天：蒼天)                                                  | 10:09   |
| 8.      | „Ōzono Rei: Memo tantei” (jap. 大園玲：メモ探偵)                                           | 5:44    |
| 9.      | „Kōsaka Marino: Sōdan ni nose-shi” (jap. 幸阪茉里乃：相談に乗せ師)                         | 8:07    |
| 10.     | „Moriya Rena: Uruwashii, sekai.” (jap. 守屋麗奈：麗しい、世界。)                           | 5:05    |

### Type-D
| CD | CD                                                                                           | CD                  | CD                   | CD      |
| Nr | Tytuł utworu                                                                                 | Kompozycja          | Aranżacja            | Długość |
| -- | -------------------------------------------------------------------------------------------- | ------------------- | -------------------- | ------- |
| 1. | „Nobody’s fault”                                                                             | Derek Turner        | Yūichi "Masa” Nonaka | 4:29    |
| 2. | „Naze koi o shite konakattan darō?” (jap. なぜ 恋をして来なかったんだろう?)                  | SoichiroK, Nozomu.S | Soulife              | 3:29    |
| 3. | „Buddies”                                                                                    | Daisuke Nakamura    | Daisuke Nakamura     | 5:02    |
| 4. | „Nobody’s fault” (off vocal ver.)                                                            | Derek Turner        | Yūichi "Masa” Nonaka | 4:29    |
| 5. | „Naze koi o shite konakattan darō?” (jap. なぜ 恋をして来なかったんだろう?) (off vocal ver.) | SoichiroK, Nozomu.S | Soulife              | 3:29    |
| 6. | „Buddies” (off vocal ver.)                                                                   | Daisuke Nakamura    | Daisuke Nakamura     | 5:02    |

| Blu-ray | Blu-ray                                                                                  | Blu-ray |
| Nr      | Tytuł utworu                                                                             | Długość |
| ------- | ---------------------------------------------------------------------------------------- | ------- |
| 1.      | „Nobody’s fault” (Music Video)                                                           | 4:24    |
| 2.      | „Buddies” (Music Video)                                                                  | 4:59    |
| 3.      | „Seki Yumiko: Nihon kōza” (jap. 関有美子：日本講座)                                      | 7:13    |
| 4.      | „Tamura Yasuno: Koi no Love Attack daisakusen” (jap. 田村保乃：恋のラブアタック大作戦)   | 9:38    |
| 5.      | „Matsuda Rina: Aru natsu no hi, hōsō-shitsu de.” (jap. 松田里奈：ある夏の日、放送室で。) | 8:16    |
| 6.      | „Morita Hikaru: Kakumei zen'ya” (jap. 森田ひかる：革命前夜)                              | 8:17    |
| 7.      | „Endō Hikari: Natsu, urimasu!” (jap. 遠藤光莉：夏、売ります！)                           | 5:11    |
| 8.      | „Ōnuma Akiho: Akiyasu no shasō kara” (jap. 大沼晶保：晶保の車窓から)                     | 6:49    |
| 9.      | „Masumoto Kira: Ayaginu Ryō to ayaginu Ryō” (jap. 増本綺良：綺良と綺良)                  | 7:09    |

### Edycja regularna
| CD | CD                                                                                           | CD                  | CD                   | CD      |
| Nr | Tytuł utworu                                                                                 | Kompozycja          | Aranżacja            | Długość |
| -- | -------------------------------------------------------------------------------------------- | ------------------- | -------------------- | ------- |
| 1. | „Nobody’s fault”                                                                             | Derek Turner        | Yūichi "Masa” Nonaka | 4:29    |
| 2. | „Naze koi o shite konakattan darō?” (jap. なぜ 恋をして来なかったんだろう?)                  | SoichiroK, Nozomu.S | Soulife              | 3:29    |
| 3. | „Blue Moon Kiss” (jap. ブルームーンキス)                                                     | Yōichirō Nomura     | Yōichirō Nomura      | 5:22    |
| 4. | „Nobody’s fault” (off vocal ver.)                                                            | Derek Turner        | Yūichi "Masa” Nonaka | 4:29    |
| 5. | „Naze koi o shite konakattan darō?” (jap. なぜ 恋をして来なかったんだろう?) (off vocal ver.) | SoichiroK, Nozomu.S | Soulife              | 3:29    |
| 6. | „Blue Moon Kiss” (jap. ブルームーンキス) (off vocal ver.)                                    | Yōichirō Nomura     | Yōichirō Nomura      | 5:22    |

## Notowania
| Lista                             | Pozycja |
| --------------------------------- | ------- |
| Oricon Weekly Singles Chart       | 1       |
| Oricon Yearly Singles Chart       | 12      |
| Billboard Japan Hot 100           | 1       |
| Billboard Japan Hot Singles Sales | 1       |

## Sprzedaż
| Dane wg         | Sprzedaż |
| --------------- | -------- |
| Oricon          | 501 622  |
| Billboard Japan | 513 002+ |